# Hurri
Hurri är ett finskt glåpord för finlandssvensk. 
Ordet är känt sedan 1780-talet och var ursprungligen en beteckning för nykomling eller främling; sin negativa betydelse torde det ha fått först på 1930-talet. En försvenskning av ordet, hurrare, uppstod under 1970-talet efter utgivningen av stridsskriften Hurrarna (1974).